# Jacob van Rijs
Jacob van Rijs (* 22. března 1964, Amsterdam, Nizozemsko) je nizozemský architekt, učitel a urbanista. Jako hostující profesor pravidelně přednáší na univerzitách a institutech po celém světě. Spoluzaložil architektonický ateliér MVRDV. Jeho kolegy v ateliéru jsou Winy Maas a Nathalie de Vriesová.

## Studium a kariéra

### Studium
- 1982 – 1984: studium chemie na Amsterdamské univerzitě
- 1983 – 1984: studium na Svobodné akademii výtvarného umění v Haagu
- 1984 – 1990: studium na Technická univerzita v Delftu, fakulta architektury

### Kariéra

#### Přednášky
Přednášel například na: Technické univerzitě v Mnichově, Univerzitě aplikovaných věd ve Wismaru, Technické univerzitě v Delftu (kde byl i odborným asistentem), a také na: ETSAMu, Tokijském technologickém institutu a Berlage institutu. Dne 6. 11. 2017 měl přednášku na fakultě architektury ČVUT, coby první řečník přednáškového cyklu November Talks 2017, který FA ČVUT pořádala ve spolupráci s nadací Sto-Stiftung.

#### Ocenění a realizace
Mezi jeho rané návrhy patří budova pro VPRO a komplex budov v Amsterdamu za který získal cenu AJ van Ecka.